# 拉文吉斯堡
拉文吉斯堡是德国莱茵兰-普法尔茨州的一个市镇。总面积6.29平方公里，总人口474人，其中男性208人，女性266人（2011年12月31日），人口密度75人/平方公里。